# Comté de Murray (Géorgie)
Pour les articles homonymes, voir Comté de Murray.
Le comté de Murray est un comté de Géorgie, aux États-Unis.

## Démographie
| 1840  | 1850   | 1860  | 1870  | 1880  | 1890  |
| ----- | ------ | ----- | ----- | ----- | ----- |
| 4 695 | 14 443 | 7 083 | 6 500 | 8 269 | 8 461 |

| 1900  | 1910  | 1920  | 1930  | 1940   | 1950   |
| ----- | ----- | ----- | ----- | ------ | ------ |
| 8 623 | 9 763 | 9 490 | 9 215 | 11 137 | 10 676 |

| 1960   | 1970   | 1980   | 1990   | 2000   | 2010   |
| ------ | ------ | ------ | ------ | ------ | ------ |
| 10 447 | 12 986 | 19 685 | 26 147 | 36 506 | 39 628 |